# Der Weg zu Gott

Beim Büchlein Der Weg zu Gott handelt es sich um zehn Ansprachen des amerikanischen Erweckungspredigers Dwight Lyman Moody, die von Franz Eugen Schlachter übersetzt worden waren.
Aus dem Inhaltsverzeichnis lässt sich die Thematik ersehen:
1. Wie wir die Bibel lesen sollen
2. Die Liebe
3. Buße und Wiedergutmachung
4. Der Weg ins Himmelreich
5. Das Buch des Gedächtnisses
6. Einem jeglichen sein Werk
7. Was muss ich tun, daß ich gerettet werden
8. Liebe und Mitgefühl
9. Gnade
10. Christus alles in allem

Schlachter hatte Moody und Spurgeon bei seiner Englandreise 1884 selber gehört und war von der Arbeitsweise und Vollmacht Moodys beeindruckt gewesen.
Moody brachte damals ganz neue Evangelisationmethoden, die dann von Elias Schrenk und seinem Mitarbeiter Franz Eugen Schlachter im Berner Umfeld übernommen bzw. ähnlich angewandt wurden.
Bei dem Bild handelt es sich um ein älteres Foto von D. L. Moody aus dem Archiv des Moody Bible Institutes in Chicago. Schlachter hatte auch seine kurze Biographie von Moody in seiner Zeitschrift Brosamen von des Herrn Tisch veröffentlicht.